# Walisisk
Walisisk eller kymrisk (walisisk: Cymraeg) tales i Wales. Det er et keltisk sprog af den britanniske sproggren, nærmest beslægtet med bretonsk (Bretagne) og kornisk (Cornwall).
Godt 25% af befolkningen i Wales dvs. ca. 791.000 har kendskab til sproget. De bor hovedsageligt i den vestlige del af landet, hvor sproget høres alle vegne, hvor mennesker mødes: i forretninger, på pubben og under fodboldkampen. Flere bruger engelsk, og alle forstår og taler det.
For et par hundrede år siden var walisisk klart dominerende i Wales. Så sent som i 1891 talte 54,4 % af befolkningen walisisk. I løbet af middelalderen blev der skrevet en mængde walisisk litteratur af høj kvalitet.

## Det walisiske alfabet
Det walisiske alfabet mangler en del af det latinske alfabets bogstaver: k, q, x og z. Men der findes bogstaver, som enten er helt specielle for walisisk eller udtales en speciel måde:
- ch (udtalt som "ch" i tysk Bach eller skotsk loch),
- dd (udtalt som d i bade),
- ff (udtalt som f),
- j (kun i låneord fra engelsk; udtalt som "j" i juice),
- ll (udtalt som "cl" – læg tungespidsen lige bag fortænderne, og pres tungesiderne opad mod fortænderne, imens du blæser),
- si (udtalt som "sj") og
- th (udtalt som læspelyd, som i engelsk thin).
- c → k (også foran e, i og y)
- ph → f
- r → r (rullende tungespids-r)
- rh → ustemt tungespids-r
- w → u
- u → i
- y → i (i korte ord → ø)

Første linje i den walisiske nationalsang lyder omtrent sådan:
"Maj hen ulad vø n-hadai øn annuil i mi,"

## Den walisiske nationalsang
Gwlad, Gwlad
Mae hen wlad fy nhadau yn annwyl i mi,
Gwlad beirdd a chantorion, enwogion o fri;
Ei gwrol rywelwyr, gwladgarwyr tra mad;
Dros ryddid collasant eu gwaed.
Gwlad, gwlad, peidiol wyf i'm gwlad;
Tra mor yn fur i'r bur hoff bau
O bydded i'r hen iaith barhau!
Mit land, mit land
Mine fædres gamle land er mig kært,
Digternes og sangernes land, de kendte, berømte mænd;
Dets tapre krigere, gode patrioter,
Udgød deres blod for friheden.
Mit land, mit land, jeg er hengiven til mit land,
Så længe havet er en mur om det rene, elskede land,
Åh gid det gamle sprog må leve videre!